# Ingeborga Bogusławówna
Ingeborga Bogusławówna (ur. w okr. 1413–1414, zm. przed 27 marca 1452) – żona Henryka II Starszego, księcia meklemburskiego na Stargardzie, córka Bogusława VIII, księcia stargardzkiego i słupskiego oraz Zofii holsztyńskiej. 

## Rodzina
Ingeborga była drugą żoną Henryka II Starszego, syna Ulryka I, księcia meklemburskiego na Stargardzie i Małgorzaty pomorskiej. Ze związku małżeńskiego pochodziło dwoje dzieci.
- Ulryk II (ur. przed 1428, zm. 13 lipca 1471) – książę meklemburski na Stargardzie,
- Małgorzata (ur. ?, zm. przed 1451) – narzeczona Eryka II, księcia wołogoskiego, słupskiego i szczecińskiego[3][4].

### Genealogia
| Bogusław V ur. w okr. 1317–1318 zm. w okr. 3 II–24 IV 1374 | Bogusław V ur. w okr. 1317–1318 zm. w okr. 3 II–24 IV 1374 |                                                               |                                                               | Adelajda Welf ur. ok. 1341 zm. być może 5 II 1407 | Adelajda Welf ur. ok. 1341 zm. być może 5 II 1407 |  |  | Henryk Żelazny ur. ? zm. ? | Henryk Żelazny ur. ? zm. ? |                                                                |                                                                | Ingeborga ur. ? zm. ? | Ingeborga ur. ? zm. ? |
|                                                            |                                                            |                                                               |                                                               |                                                   |                                                   |  |  |                            |                            |                                                                |                                                                |                       |                       |
|                                                            |                                                            |                                                               |                                                               |                                                   |                                                   |  |  |                            |                            |                                                                |                                                                |                       |                       |
|                                                            |                                                            | Bogusław VIII ur. w okr. 1363–1364, najp. 1368 zm. 11 II 1418 | Bogusław VIII ur. w okr. 1363–1364, najp. 1368 zm. 11 II 1418 |                                                   |                                                   |  |  |                            |                            | Zofia holsztyńska ur. po 1360, najwcz. ok. 1370 zm. 24 IX 1448 | Zofia holsztyńska ur. po 1360, najwcz. ok. 1370 zm. 24 IX 1448 |                       |                       |
|                                                            |                                                            |                                                               |                                                               |                                                   |                                                   |  |  |                            |                            |                                                                |                                                                |                       |                       |
|                                                            |                                                            |                                                               |                                                               |                                                   |                                                   |  |  |                            |                            |                                                                |                                                                |                       |                       |
|                                                            |                                                            |                                                               |                                                               |                                                   |                                                   |  |  |                            |                            |                                                                |                                                                |                       |                       |

|                                 |                                 | Henryk II Starszy ur. przed 1412 zm. w okr. 26 V–20 VIII 1466 OO przed 1428 | Henryk II Starszy ur. przed 1412 zm. w okr. 26 V–20 VIII 1466 OO przed 1428 | Ingeborga Bogusławówna (ur. w okr. 1413–1414, zm. przed 27 III 1452) | Ingeborga Bogusławówna (ur. w okr. 1413–1414, zm. przed 27 III 1452) |  |  |  |  |
|                                 |                                 |                                                                             |                                                                             |                                                                      |                                                                      |  |  |  |  |
|                                 |                                 |                                                                             |                                                                             |                                                                      |                                                                      |  |  |  |  |
|                                 |                                 |                                                                             |                                                                             |                                                                      |                                                                      |  |  |  |  |
| Małgorzata ur. ? zm. przed 1451 | Małgorzata ur. ? zm. przed 1451 | Ulryk II ur. przed 1428 zm. 13 VII 1471                                     | Ulryk II ur. przed 1428 zm. 13 VII 1471                                     |                                                                      |                                                                      |  |  |  |  |

### Opracowania
- Edward Rymar, Rodowód książąt pomorskich, Szczecin: Książnica Pomorska im. Stanisława Staszica, 2005, ISBN 83-87879-50-9, OCLC 69296056. Brak numerów stron w książce
- Szymański J.W., Książęcy ród Gryfitów, Goleniów – Kielce 2006, ISBN 83-7273-224-8.

### Opracowania online
- Wigger F., Stammtafeln des Großherzoglichen Hauses von Meklenburg: Verein für Mecklenburgische Geschichte und Altertumskunde: Jahrbücher des Vereins für Mecklenburgische Geschichte und Altertumskunde (niem.), T. 50, ss. 203, 216, (1885) [w:] Digitale Bibliothek Mecklenburg-Vorpommern, Jahrbücher des Vereins für Mecklenburgische Geschichte und Altertumskunde (niem.), [dostęp 2012-01-08].